# Berekum (distrito municipal)

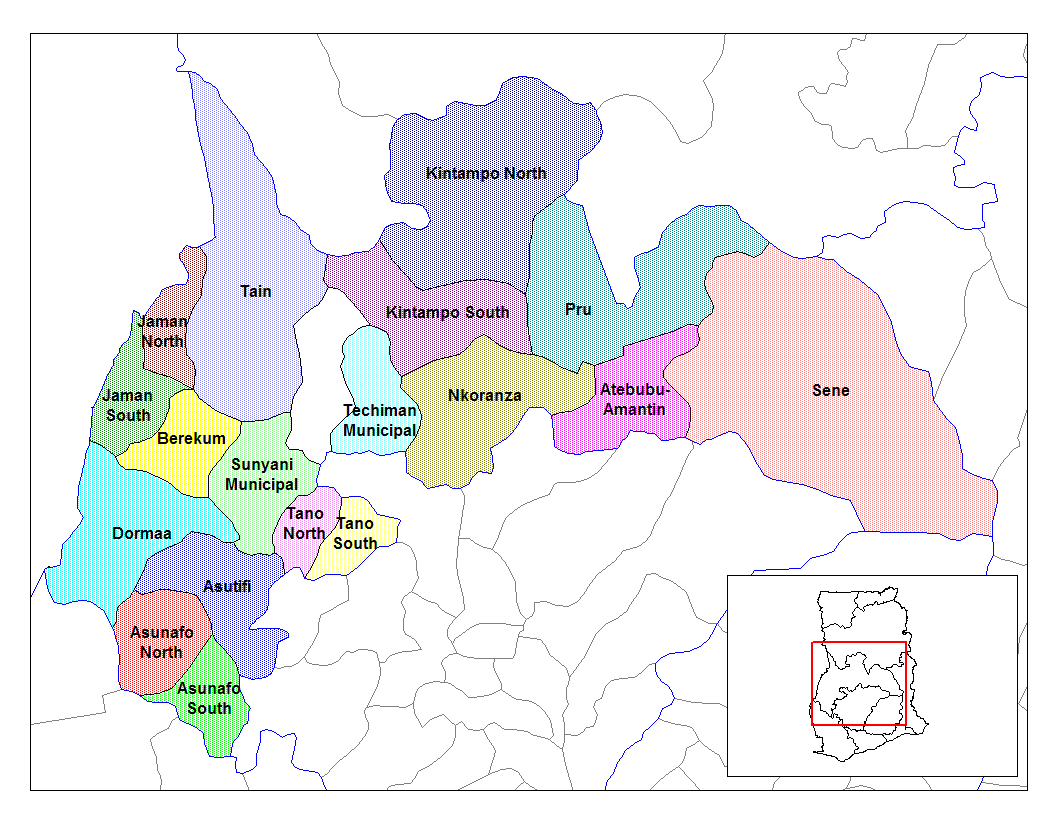
Mapa da região Brong-Ahafo; Berekum encontra-se no oeste, de cor amarela

O distrito municipal Berekum é um dos vinte e dois (22) distritos da Brong-Ahafo (região) de Gana. Sua capital é Berekum.